# Charnia
A Charnia egy páfrányra emlékeztető szervezet volt az ediakara korszak vizeiben. A teste szegmentált volt, amiről zegzugosan, felváltva jobbra és balra elágazások nőttek egy középső tengelyből kiindulva. A teste eszerint a csúsztatva tükrözés vagy oppozíciós szimmetria tulajdonságait mutatta. A nevét a leicestershire-i Charnwood-erdőről kapta, ahol az első fosszíliáit felfedezték. Ez egyben a legkorábbi fosszília a prekambriumból, amit ismerünk.
Az élőlény a tenger fenekén élt, ez alapján úgy gondolják, hogy az állatok közé tartozott, ugyanis a fosszíliamedencék, amikben a nyomait megtalálták, a mély vizekben alakult ki, a fotoszintetikus mélység alatt. Így a páfrányszerű megjelenés ellenére valószínűleg állati szervezet lehetett, és az áramlatokkal sodródó szerves anyagot szűrögette élete során a vízből ki.

## Változatosság
Több Charnia-fajt is leírtak napjainkig, de jelenleg csak a C. masoni fajt fogadják el hivatalosan. Egyes egyedeket a Rangea vagy a rokon Glaessnerina nembe tartozónak írtak le:
- Rangea grandis, ezt Glaessner és Wade 1966-ban[2] írta le, később Glaessnerina grandis-nak nevezték el;[3]
- Rangea sibirica, Borisz Szokolov 1972-es példánya, utóbb a nevét Glaessnerina sibirica-ra változtatták.

Két további Charnia faj lett másik családba átsorolva:
- a Charnia wardi (Narbonne és Gehling, 2003[4]) új helye a Trepassia (Narbonne et al., 2009[5]);
- a Charnia antecendens (LaFlamme et al., 2007[6][7]) pedig a Vinlandia csoportba került (Brasier, Antcliffe és Liu, 2012[8]).

Számos ediakara-kori fosszília valószínűleg a Charnia (vagy a Charniodiscus) többé-kevésbé lebomlott maradványa. Ilyen például a Ivesheadia, a Blackbrookia, a Pseudovendia vagy a Shepshedia.

## Lelőhelyek
Az első példányokat a Charnwood-erdőben, a Maplewell csoportban találták. További példányokat írtak le az Ediakara-dombság lelőhelyein, a szibériai és fehér-tengeri üledékekből, valamint Új-Fundland prekambriumi szikláiból.
A teremtmény 570-550 millió éve élt.

## Felfedezése

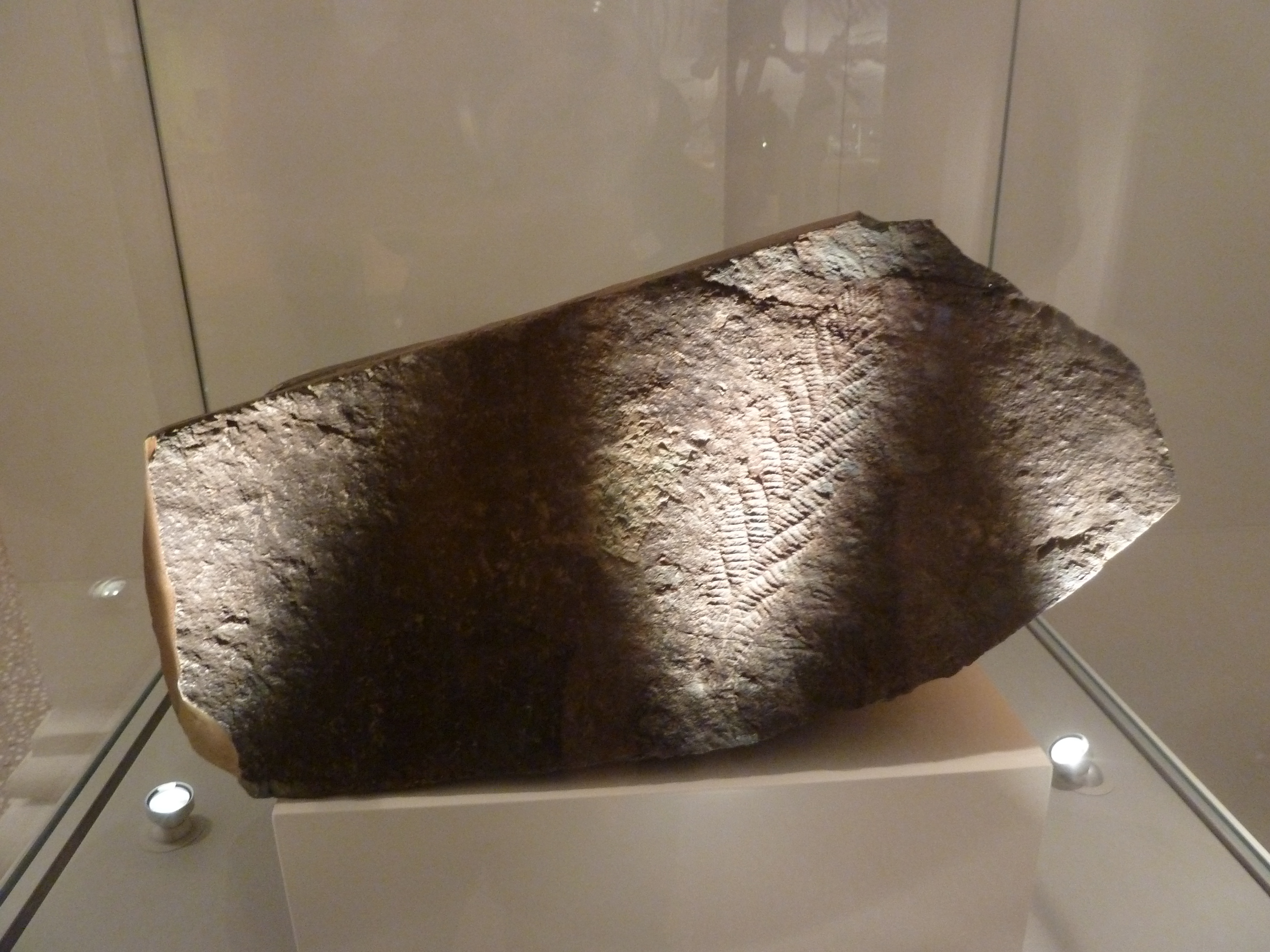
Charnia masoni lenyomata, New Walk Museum, Leicester

A Charnia masoni első fosszíliáit Roger Mason, a későbbi metamorf kőzettani professzor fedezte fel iskolás korában, amikor a barátaival 1957-ben a Charnwood-erdőbe mentek sziklát mászni. Ez a terület ma védett fosszília-kutatási terület Közép-Angliában. Mason a szokatlan alakzatról lenyomatot készített, és ezt otthon megmutatta apjának, aki a leicesteri unitárius gyülekezet lelkésze volt, valamint a helyi egyetemen tanított. Ő ismerte Trevor Fordot, egy helyi geológust. Mason elvitte Fordot a lelőhelyhez, akinek a cikke erről a Yorkshire-i Geológiai Társaság lapjában jelent meg.
A holotípus (a fizikai formája az első megtalált példánynak) a Charniodiscus testvértaxonnal együtt a leicesteri New Walk-i Múzeum és Képtárban található meg. A lelet felfedezésének 50. évfordulóján derült ki, hogy Tina Negus 15 éves korában, egy évvel Mason előtt már észrevette, azonban a földrajztanára nem számított prekambriumi fosszíliára, ezért annak lehetőségét elvetette. Mason ezért a múzeumi ismertetőbe beleíratta, hogy Negus már egy évvel korábban megtalálta a fosszíliát, csak "senki nem vette komolyan".

## Jelentősége

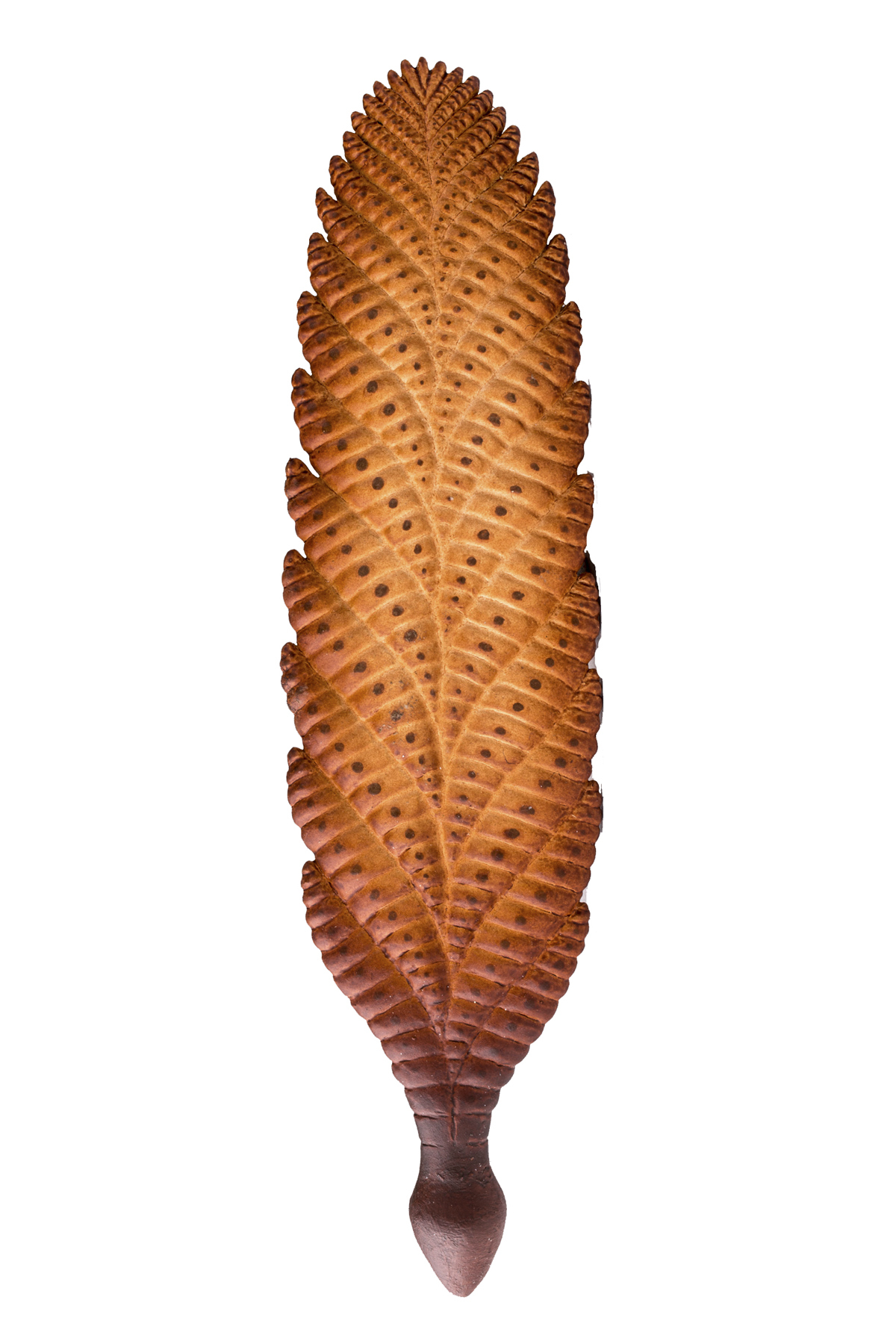
A Charnia masoni fantáziarajza a Museo delle Scienzében, Trentóban

A Charnia jelentőségét az adja, hogy az elsőként felismert fosszília bizonyítottan prekambriumi üledékekből. 1958 előtt nem volt ismert kétséget kizáróan ebből az időszakból származó lelet, így a kutatók úgy vélekedtek, hogy abban a korabeli kőzetek mentesek fosszíliáktól, esetleg csak mikroszkopikus nyomokat lehetne találni. Ugyan hasonló nyomokat találtak a 30-as (Namíbia) és 40-es (Ausztrália) években, de ezeket kambriuminak gondolták, így észrevétlenek maradtak, míg a Charnia tartós mintájává vált az akkori állatvilágnak. Eleinte algának gondolták, de hamarosan átsorolták a tengeri tollak közé, melyek a mai lágy korallok testvércsoportját alkotják. Miután a Charniát besorolták a prekambrium állatvilágába, egyre újabb élőlényeket találtak abból a korszakból. A tengeri tollakkal való rokonságát elvetették, így ez a "csúcstechnika" bizonytalanságát is jellemzi.
Adolf Seilacher elképzelése szerint, ami a 80-as évek közepén vált népszerűvé, a Charnia egy kihalt állatcsoport képviselője egy kihalt együttesből, amiből az Ediakara-fauna alakult ki. Ennek következménye, hogy a mai állatcsoportok sokkal közelebb állnak egymáshoz, mint gondolnánk. Az új csoportot Vendobionta névvel illetik, így egy bizonytalan helyzetű kládot alkotva, nem kizárva, hogy egysejtűek iteratív növekedése révén alakultak ki.
A holotípus a New Walk-i múzeum sztárja. 2007-ben egész napos szemináriumot szenteltek az állatkának, ahol „Leicester fosszilis nevezetességének” nevezték el.

## Életmódja
A Charnia életmódja kevéssé ismert, ami biztos, az az, hogy fenéklakó és helytülő életmódot folytatott az aljzathoz horgonyozva. Jelenleg a legsikeresebb hipotézis szerint a hullámzóna alatt élt, a vizek mélyén, ahol már a fotoszintézis lehetetlen. Mivel semmilyen észlelhető anyagcsere-szerve sincs (száj, belek, stb...), úgy vélik, hogy szűrögetéssel vagy direkt adszorpcióval vehette fel a szerves anyagokat, így ez jelenleg figyelemre méltó kutatási téma.
Az Ediakara korú szervezetek növekedése is kutatási téma, ez alapján cáfolták meg a tengeri tollakkal való kapcsolatát is. Utóbbiak ugyanis az alapjukból kinőve növekszenek, míg a Charnia a csúcsain hajtott rügyeket.

## Fordítás
- Ez a szócikk részben vagy egészben  a   Charnia című angol Wikipédia-szócikk ezen változatának fordításán alapul.  Az eredeti cikk szerkesztőit annak laptörténete sorolja fel. Ez a jelzés csupán a megfogalmazás eredetét és a szerzői jogokat jelzi, nem szolgál a cikkben szereplő információk forrásmegjelöléseként.